# Apophua flavocingulata
Apophua flavocingulata là một loài tò vò trong họ Ichneumonidae.